# El Ayote
El Ayote es un municipio de la Región Autónoma de la Costa Caribe Sur en la República de Nicaragua.

## Geografía
El Ayote se encuentra ubicado a una distancia de 162 kilómetros de la capital de Managua sus límites son: al norte con el municipio de Paiwas, al sur con el municipio de El Rama, al este con los municipios de El Tortuguero y El Rama y al oeste con los municipios de Santo Domingo, La Libertad y Camoapa.

## Historia
El Ayote es un municipio más joven de Nicaragua. Fue fundada oficialmente como tal en abril de 2000. Hasta entonces era una por una ruptura al municipio de El Rama, que, debido a las dificultades de comunicación por la distancia, las pésimas vías de comunicación y la ausencia de medios, funcionaba como una delegación de la alcaldía. El Ayote es un municipio más joven de Nicaragua.
En la historia no oficial contada de forma verbal por los primeros pobladores del pueblo, El municipio nació como un asentamiento de grupo de personas de 25 familias, que vivían en la comarca la piñuela. Entre estas familias estaban familia Zeledón, familia Sotelo, familia Arróliga, Méndez familia Leiva, familia Gaitán entre otras. Antes de poblarse era un puerto de montaña con una base militar del Ejército, comandada dirigida por el Mayor Francisco Javier Hidalgo, él fue quien se encargó de trasladar a las Familias que a estaban en la Piñuela para El Ayote porque estaban amenazadas por el Ejército irregular de La Contra Revolución. A medida que iba creciendo el pueblo, los fines de semana llegaban cantidades de gente de las comarcas a hacer sus compras de productos necesarios que los comerciantes traían, desde las diferentes ciudades del país.
En 1990, fue seleccionado como el IV Enclave para la desmovilización de las fuerzas irregulares que combatían en esta zona, La población creció́ rápidamente con los desmovilizados que se quedaron en el territorio, recibieron tierra en el Polo de Desarrollo que fue creado o simplemente tomaron un pedazo de montaña, e hicieron finca y familia.

## Demografía
El Ayote tiene una población actual de 20,508 habitantes. De la población total, el 50.3% son hombres y el 49.7% son mujeres. Casi el 43.1% de la población vive en la zona urbana.

## Naturaleza y clima
La temporada de lluvia es caliente, opresiva y nublada y la temporada seca es muy caliente, bochornosa, ventosa y parcialmente nublada. Durante el transcurso del año, la temperatura generalmente varía de 18 a 32 °C y rara vez baja a menos de 16 °C o sube a más de 34 °C.
La orografía del municipio está formada por accidentes naturales que son parte del escudo central montañoso formado por vulcanismo, el cual tiene como figura principal la cordillera de Amerrisque. 
La precipitación promedio anual oscila entre los 2000 y 2450 mm, lo suficientemente seca para la actividad ganadera, aunque rodeado el municipio de bosque tropical húmedo.

## Localidades
Se subdivide en el casco urbano y 23 comarcas rurales: Las Parras, Jobo, La Cusuca, Jobito, Santa Isabel, Banco de Siquia, La Danta, La Piñuela, Las Cañas, Nawawas, El Bambú, Nawawasito, Lajerito, Kurinwasito, La Chancha, Cerro Grande, Nueva Luz, Calderón, Nueva Unión, El Cacao, El Guayabo y Pilán.

## Economía
La ganadería bovina es la principal actividad productiva y económica del municipio, aunque también es importante la producción porcina; la agricultura se práctica a pequeña escala (granos básicos: frijoles), en suelos aluviales y con resultados productivos pobres, muy tradicionales, con el ganado criado de manera extensiva y la producción agrícola realizada casi sin abonado químico.
A partir de la década de los años 1990 del siglo XX el comercio cobró gran auge en la cabecera del municipio, que debido a su posición de accesibilidad sirve de punto de encuentro de intermediarios y productores del municipio y de municipios vecinos; desde El Ayote los productos agroganaderos salen por carretera asfaltada hacia los mercados nacionales y los productores aprovechan estas salidas para hacer compras de productos como calzado, ropa, medicinas, veterinaria y otros productos industriales.

## Cultura
Una de las pocas tradiciones locales es la celebración anual de San José, el 19 de marzo.